# A3 (Marokko)
De A3 of snelweg van Casablanca naar Agadir via Marrakesh is een tolweg in Marokko. Aangeduid als A3 loopt de route vanaf de ringweg rond Casablanca via de nationale luchthaven, Settat via Marrakesh naar het eindpunt Agadir.

## Bouw
De A3 is niet in één keer gebouwd: in eerste instantie werd het traject Casablance-Settat aangelegd, vervolgens werd dat doorgetrokken tot Marrakesh en in juni 2010 werd het aansluitende traject naar Agadir opgeleverd:

### Profiel
Het profiel van de hele weg, dus Casablanca - Agadir is minimaal:
- twee rijstroken in elke richting. Elke rijstrook is 3,5 meter breed met een middenberm van minimaal 3 meter breed.
- een vluchtstrook in beide richtingen van ten minste 1,5 meter breed.[1]

### Eerste traject: Settat
Het eerste traject tot Settat werd in 2002 geopend, gevolgd door de 17 km lange ringweg rond Settat in 2005. Op 17 april 2007 opende koning Mohammed VI de complete weg tot Marrakesh voor het verkeer.

### Tweede traject: Marrakesh
In 2007 werd de snelweg Casablanca - Settat - Marrakesh gereed door de opening van de laatste deel tussen Settat en Marrakesh. Dit traject is 246 km lang, inclusief de rondweg rond Casablanca waardoor de nieuwe weg aansluit op het bestaande hoofdwegen-net richting Rabat.
Inkomsten uit tolgelden voor deze weg (inclusief ringweg Casablanca) groeide in 2007 tot 219 miljoen dirhams (2006: 117 MDh) en bereikte daarmee de derde plek qua inkomsten (was 4e plek).

### Laatste traject: Agadir
De bouw van het laatste traject Marrakesh-Agadir begon in 2006 en op 21 juni 2010 werd dit traject, bestaande uit een rondweg rond Marrakesh en een nieuwe snelweg doorlopend tot Agadir geopend door prins Moulay Rachid. waardoor er nu een ononderbroken snelweg loopt van Tanger in het noorden tot Agadir in het zuiden. De totale afstand tussen deze twee steden is nu met de tolwegen 776 km, terwijl hetzelfde traject 824 km is als je geen gebruik maakt van de tolwegen. De totale reisduur zonder tolwegen is ongeveer 14,5 uur terwijl hetzelfde traject via de snelwegen in een kleine 7,5 uur afgelegd kan worden.
Onderstaande informatie heeft uitsluitend betrekking op de bouw en financiering van het laatste stuk Marrakesh-Agadir.

## Financieel
Onderstaande details hebben alleen betrekking op het derde traject: Marrakech-Agadir. De investeringen en budgetten van de eerste twee trajecten zijn (momenteel nog) onbekend.
In juni 2004 tekende de Marokkaanse exploitant van snelwegen ADM een overeenkomst met het Hasan II Fonds voor Economische en Sociale Ontwikkeling inzake de herfinanciering van ADM. Deze financiële injectie maakte de aanbesteding van deze weg mogelijk. In 2006 begon de bouw en de weg is in juni 2010 opgeleverd.
De weg zal een tolweg (péage) worden om de investeringen terug te verdienen. Ook toekomstige inkomsten van benzinestations en horeca zijn in de begroting meegenomen.
Naast ADM investeren ook andere partijen in dit project. Hieronder een overzicht van enkele belangrijke investeerders in het project of in specifieke delen van het project:
De belangrijkste investeerders zijn (bedragen in miljoenen dirhams).
- BID - Islamic Bank for Development - 965 MDH
- FADES -Arab Fund for social and economic development - 920
- FKDEA- Kuwait Fund for Arab and Economic Development - 450
- BAD - African Bank for Development - 1315
- JBIC- Japan Bank for International Cooperation - 1370

## Overzicht
Bijgaand een kort overzicht van de verschillende deelprojecten welke samen het derde traject vormen: Marrakech-Agadir, de kosten en de hoofdaannemers van het traject. De totale investering bedroeg ongeveer 8 miljard Dirham.
| # | van                  | via   | naar                       | lengte | werkelijke kosten in M Dh (cijfer laatste begroting) | aannemer                              | uit            |
| - | -------------------- | ----- | -------------------------- | ------ | ---------------------------------------------------- | ------------------------------------- | -------------- |
| 1 | Marrakesh            | –     | Marrakech West Interchange | 33 km  | 583 (783)                                            | El Hajji Srfiani The Arab Contractors | Marokko Egypte |
| 2 | Marr. West Interchg. | -     | Chichaoua                  | 51 km  | 810 (1060)                                           | Burhan                                | Koeweit        |
| 3 | Chichaoua            | –     | Imintanout                 | 33 km  | 753 (975)                                            | SEPROB SNCE                           | Marokko        |
| 4 | Imintanout           | PK13  | Argana                     | 56 km  | 2125 (2644)                                          | TECNOVIA COVEC                        | Portugal China |
| 5 | Argana               | PK 20 | Ameskroud                  | 46 km  | 1754 (2132)                                          | DOGUS                                 | Turkije        |
| 6 | Ameskroud            | -     | Agadir                     | 11 km  | 287 (293)                                            | Planum Mostogradnja                   | Servië         |

## Bouw
De werkzaamheden zijn verdeeld in een aantal trajecten, elk met hun eigen aannemers en personeel. De aanleg van een 4-baans autosnelweg dwars door de bergen vereist veel kunstwerken zoals Fly-overs, viaducten en tunnels. De reeds bestaande Route Nationale wordt gebruikt voor de aanvoer van constructie-materialen en langs die route zijn dan ook diverse opslagplaatsen, tijdelijke dorpen voor arbeiders en betonfabrieken te vinden.
De nieuwe weg kruist de bestaande weg op diverse plaatsen en/of loopt naast de bestaande nationale weg. Dit met name in de bergen.
A1 · A2 · A3 · A4 · A5  · A7 

Société Nationale des Autoroutes du Maroc